# Едвин Ласо
Едвин Давид Ласо Рамос (на испански: Edwin David Laszo Ramos) е колумбийски футболист, който играе на поста дефанзивен полузащитник. Състезател на Берое.

## Кариера
Ласо е бивш играч на Карабанчел, Кортулуа, Онсе Калдас и Метрополитанос.
На 18 юли 2023 г. Едвин е обявен за ново попълнение на старозагорския Берое. Дебютира на 24 юли при победата с 1:0 като домакин на Арда.